# Isomyia chalconotum
Isomyia chalconotum är en tvåvingeart som beskrevs av James 1970. Isomyia chalconotum ingår i släktet Isomyia och familjen Rhiniidae. Inga underarter finns listade i Catalogue of Life.